# Грива Матвій
Матві́й Гри́ва  (роки народження і смерті невідомі) — запорізький козак, один з керівників гайдамацького руху в 30-х роках 18 століття.
В 1734 році загін повстанців під проводом Гриви здобув Вінницю.
Грива учасник повстання під керівництвом Верлана. Після поразки повстання з невеликим загоном виступив на Запоріжжя.
Восени 1736 року гайдамацький загін Гриви зайняв Паволоч (нині Житомирська область) і Погребище (нині Вінницька область).
Історичних даних про дальшу долю Гриви немає.